# Good Morning Babilonia
Good Morning Babilonia è un film del 1987 diretto dai fratelli Taviani.
È stato presentato fuori concorso al 40º Festival di Cannes.

## Trama
Protagonisti della vicenda sono due fratelli toscani, Nicola e Andrea, che provengono da una famiglia di artigiani e restauratori di chiese che nel 1911, di fronte alla crisi conosciuta dal loro mestiere, partono per gli Stati Uniti in cerca di fortuna. Inizialmente costretti a occupazioni precarie, i due giovani riescono a trovare lavoro nel padiglione italiano dell'esposizione universale di San Francisco; da lì la loro bravura tecnica, unita ad un pizzico di sfrontatezza e di fortuna, li porta a lavorare per il regista David Griffith, che sta progettando il film "Intolerance" e che cerca degli scenografi italiani. Sul set Nicola e Andrea trovano anche l'amore: due giovani comparse, Edna e Mabel, che diventeranno le loro mogli. La vita però riserva un amaro destino ai due fratelli: Edna muore di parto e la disgrazia divide, anziché unire, i due fratelli. In seguito, sullo scenario della Prima guerra mondiale, Nicola e Andrea si riuniranno e la cinepresa, utilizzata dall'esercito per scopi militari, sarà la testimone drammatica dell'epilogo delle loro vite.

## Incassi
Good Morning Babilonia si collocò al sessantanovesimo posto tra i film di maggiore incasso nella stagione 1987-1988.